# 山川純子
山川 純子（やまかわ じゅんこ、1975年（昭和50年）3月28日）は、日本の女子アルペンスキー選手。 

## 経歴・人物
新潟県出身。関根学園高等学校を経て、日本大学文理学部体育学科卒。1998年長野オリンピックに出場し、女子複合、女子回転、女子大回転に参加した。
現在は湯沢町の町役場で働いている。そして、湯沢学園・中学校のスキー部のコーチをしている。